# Cleisocentron
Cleisocentron là một chi thực vật có hoa trong họ Orchidaceae.
Có sáu loài:
1. Cleisocentron abasii Cavestro - Sabah
2. Cleisocentron gokusingii J.J.Wood & A.L.Lamb - Sabah
3. Cleisocentron kinabaluense Metusala & J.J.Wood - Sabah
4. Cleisocentron klossii (Ridl.) Garay - Việt Nam
5. Cleisocentron merrillianum (Ames) Christenson - Sabah
6. Cleisocentron pallens (Cathcart ex Lindl.) N.Pearce & P.J.Cribb - đông Himalaya (Sikkim, Bhutan, Assam, Ấn Độ)